# Nykterhetsförbundet Hälsa och Trafik
Nykterhetsförbundet Hälsa och Trafik (åren 1997–2006 Finlands svenska nykterhetsförbund – Motorförarnas helnykterhetsförbund, FSN-MHF), är en politiskt och religiöst obunden organisation, med säte i Vasa, för rusmedelsförebyggande arbete i Svenskfinland. 
Förbundet är en expertorganisation som arbetar för att förebygga skadeverkningar av rusmedelsbruk och för att främja hälsa i Svenskfinland. Samtidigt utgör förbundet en takorganisation för lokala nykterhetsföreningar och trafiknykterhetsföreningar. Förbundets förebyggande arbete finns inom primärpreventionens område, vilket innebär universella insatser som riktar sig till alla personer i en viss målgrupp. Verksamheten syftar till att minska totalkonsumtionen av rusmedel, och till att begränsa de hälsorelaterade, sociala och samhällsrelaterade skador som användningen av rusmedel förorsakar, för att öka välbefinnandet i samhället. Förbundet består idag (2021) av 4 lokala föreningar. Antalet medlemmar uppgår till inemot 600.
Nykterhetsförbundet grundades 1905 i Borgå, upprätthöll en egen expedition i Kronoby, därefter i Helsingfors och sedan i Vasa, där den 1937 uppgick i de svenska nykterhetsorganisationernas gemensamma byrå, Svenska nykterhetsbyrån. Den finlandssvenska nykterhetsrörelsen konsoliderades 1971 genom att Centralförbundet för svenskt nykterhetsarbete i Finland (grundat 1932), Finlands svenska lärares nykterhetsförening (grundad 1933) och Landsutskottet för kristligt nykterhetsarbete (grundat 1922) gick samman kring Finlands svenska nykterhetsförbund, som tillsammans med Motorförarnas helnykterhetsförbund (grundat 1957, sammanslogs med FSN 1997) och godtemplarna övertog Svenska nykterhetsbyrån och började utge veckotidningen Replik (grundad 1896). Förbundet utger även barntidningen Eos (grundad 1893 av Alli Trygg-Helenius, övertogs av Finlands svenska nykterhetsförbund 1926). Förbundet äger och driver fjällgården Raitismaja vid Ylläsfjället.